# 黄松龄
黄松龄（1898年10月21日—1972年11月18日），原名黄克谦，湖南华容人，中国近代政治人物、经济学家。

## 生平
早年赴日进入明治大学，后在黄埔学校担任教官，并任中共江西省委秘书长兼省委宣传部长。此后在朝阳大学、民国大学、北京大学、北平师范大学和中国大学任教。1947年，担任晋冀鲁豫中央局财经办事处研究室主任兼北方大学财经学院院长。中华人民共和国成立后，历中共天津市委宣传部长，国家高等教育部副部长兼中国人民大学副校长。1955年，担任中国科学院哲学社会科学部委员。著有《黄松龄社会主义经济问题遗稿》、《读马克思恩格斯论农业和农民问题》。